# Tindersticks
Тиндерстикс (енгл. Tindersticks) је енглески алтернативни рок бенд из Нотингама. Настали су 1991. године. Издали су 6 албума док је певач Стјуарт Стејплс издао соло албуме.

## Историја
Пре постојања овог бенда, чланови су имали бенд Asphalt Ribbons па су 1991. године основали Tindersticks. 1992. године су избацили њихов први сингл Patchwork.
Њихов први и друг албуми су собили широко критичко признање. Њихови наступи уживо, често са гудачким оркестром, па чак и пуним оркестром, били су добро примљени. Лајв албум The Bloomsbury Theatre 12.3.95 је снимак једног таквог концерта. У време трећег албума, Curtains, било је јасно да су мало променили правац.
Четврти албум, Simple Pleasure, донео је песме под утицајем соул музике. Женски пратећи вокали на неколико нумера, као и поштовање покрића Одиссеи-а "Ако тражите излаз", сигнализирали су жељи бенда да се креће ка лакшем, душевнијем материјалу. Међутим, документација унутрашњег рукава о броју преузетих појединачних нумера је доказ да је бенд наставио да се бори са снимањем.
Пети албум Can Our Love..., је исто био у соул стилу док је шести албум Waiting for the Moon био меланхоличнији.
Године 2005., Стејлплс је кренуо у соло каријеру и настале су спекулације да се бенд поделио. Он је до сада издао два соло албума, Lucky Dog Recordings 03-04 и Leaving Songs. Наслов другог албума, Стејлплсове белешке су указивале на то да је промена постојала: "То су песме написане када сам био на ивици да напустим ствари које сам волео и улазио у нови непознати живот, како музички тако и лично. Знао сам да су те песме крај нечега, нека врста затварања круга писања да сам почео тако давно и знао сам да морам да идем даље".
Године 2008. су издали албум The Hungry Saw а 2010. године Falling Down a Mountain.
Фебруара 2012. је изашао албум The Something Rain након чега је уследила музичка турнеја по фестивалима. Следеће године су издали албум са већ добро познатим песмама, Across Six Leap Years. 2016. су издали последњи албум до сада са називом The Waiting Room.

### Синглови
- "Patchwork" (Tippy Toe Records, новембар 1992)
- "Marbles" (Tippy Toe/Che Records, март 1993)
- "A Marriage Made in Heaven" (Rough Trade Singles Club, март 1993)
- "Unwired EP" Domino Records (UK), јул 1993)
- "City Sickness" (This Way Up Records, септембар 1993)
- "Marbles" (No.6 Records, септембар 1993)
- "We Have All the Time in the World" (Clawfist Singles Club, октобар 1993)
- "Live in Berlin" (Tippy Toe/This Way Up, октобар 1993)
- "Kathleen" (This Way Up, јануар 1994) — UK Singles Chart No. 61
- "No More Affairs" (This Way Up, март 1995) — UK No. 58
- "Plus De Liaisons" (This Way Up, 1995)
- "The Smooth Sounds of Tindersticks" (Sub Pop, јун 1995)
- "Travelling Light" (This Way Up, јул 1995) — UK No. 51
- "Bathtime" (This Way Up, мај 1997) — UK No. 38
- "Rented Rooms" (This Way Up, октобар 1997) — UK No. 56
- "Can We Start Again?" (Island Records, август 1999) — UK No. 54
- "What is a Man?" (Beggars Banquet Records, 2000) — UK No. 90
- "Trouble Every Day" (Beggars Banquet, 2001)
- "Don't Even Go There EP" (Beggars Banquet, 2003)
- "Trojan Horse" (Tippy Toe, 2003)
- "Sometimes It Hurts" (Beggars Banquet, 2003) — UK No. 60
- "My Oblivion" (Beggars Banquet, 2003) — UK No. 82
- "Friday Night" (Lucky Dog, 2005)
- "The Hungry Saw" (Beggars Banquet, 2008)
- "What Are You Fighting For?" (Lucky Dog, 2008)
- "Boobar Come Back to Me" (Lucky Dog, 2008)
- "Black Smoke" (Lucky Dog, 2010)
- "Medicine" (Lucky Dog, 2012)
- "This Fire of Autumn" (Lucky Dog, 2012)

### Остали албуми
- Amsterdam February 94 (This Way Up, 1994)
- The Bloomsbury Theatre 12.3.95 (This Way Up, October 1995) — UK No. 32
- Marks Moods (Polygram, 1997)
- Donkeys 92-97 (This Way Up/Island, 1998) — UK No. 78
- Live at the Botanique – 9–12 May 2001 (Tippy Toe, 2001)
- Coliseu dos Recreios de Lisboa – October 30th, 2001 (Tippy Toe, 2003)
- Working for the Man (Island, 2004)
- BBC Sessions (Tindersticks album)|BBC Sessions (Island, 2007)
- Live at Glasgow City Halls 5 October 2008 (Lucky Dog, tour only release, 2008)
- Live in London 2010 (Lucky Dog, tour only release, 2010)
- Live in San Sebastian 2012 (Lucky Dog, tour only release, 2012)